# Espaillat
Espaillat is een provincie in het noorden van de Dominicaanse Republiek. Ze heeft 237.000 inwoners en is 840 km² groot.

## Gemeenten
| - De provinciehoofdstad: Moca - Cayetano Germosén - Gaspar Hernández - Jamao al Norte - San Victor, opgericht in 2013 bij wet 85-13 |

- Bibliothèque nationale de France: cb15236794c (data)
- Gemeinsame Normdatei: 124857-1
- MusicBrainz: 785129b7-0ab5-450a-b07d-f553d4ec8dce
- Virtual International Authority File: 298463152

Azua · Baoruco · Barahona · Dajabón · Duarte · Elías Piña · El Seibo · Espaillat · Hato Mayor · Hermanas Mirabal · Independencia · La Altagracia · La Romana · La Vega · María Trinidad Sánchez · Monseñor Nouel · Monte Cristi · Monte Plata · Pedernales · Peravia · Puerto Plata · Samaná · Sánchez Ramírez · San Cristóbal · San José de Ocoa · San Juan · San Pedro de Macorís · Santiago · Santiago Rodríguez · Santo Domingo · Valverde
Distrito Nacional